# Jednostka gospodarki nieuspołecznionej
Jednostka gospodarki nieuspołecznionej (w skrócie: jgn., także j.g.n.) – w okresie gospodarki centralnie sterowanej w PRL określenie jednostki gospodarczej, w której dominującą formą własności była własność prywatna, czyli w praktyce najczęściej indywidualni przedsiębiorcy prywatni oraz spółki z o.o., w których wspólnikami były osoby prywatne. Jednostki gospodarki nieuspołecznionej były ewenementem w krajach bloku wschodniego („demoludach”), w większości z nich (prócz Jugosławii, zresztą często do „demoludów” niezaliczanej) nawet tak koncesjonowana, jak w Polsce, forma kapitalizmu była bądź to zakazana, bądź szczątkowa.
Jednostki gospodarki nieuspołecznionej traktowane były – głównie z punktu widzenia prawa podatkowego, gospodarczego, bankowego, własności, a nawet karnego znacznie surowiej, niż „jednostki gospodarki uspołecznionej”. Przejawem tego traktowania – poza stronniczym traktowaniem jgn. w sądach, w sporach z państwowymi organami podatkowymi itp., było powszechne określanie przedsiębiorców prywatnych pogardliwym mianem „prywaciarzy”, badylarzy itp.
W drugiej połowie lat 80. XX w., w obliczu głębokiego kryzysu państwa, ówczesne władze łagodziły restrykcyjną politykę wobec jgn., dopuściły też rzadko dotąd spotykaną formę firm polonijnych, a następnie przedsiębiorstw z udziałem kapitału zagranicznego, różniących się od poprzednich tym, że kapitał zagraniczny nie musiał pochodzić od Polaków z zagranicy, tylko z dowolnego źródła zagranicznego.
Niektóre z firm powstałych na zasadach jgn., z mniejszym lub większym udziałem zagranicznego kapitału, wyrosły do poziomu poważnych przedsiębiorstw, jak np. firmy założone przez Henryka Stokłosę lub ojca Jana Kulczyka, albo Inter-Fragrances przez Ignacego Soszyńskiego (dziś prowadzona przez jego wnuka Filipa Pawluśkiewicza) lub Agora S.A., pierwotnie trzyosobowa spółka z o.o.
Terminy jednostki gospodarki uspołecznionej i jednostki gospodarki nieuspołecznionej zostały zastąpione terminem podmiot gospodarczy wprowadzonym w ustawie z 23 grudnia 1988 r. o działalności gospodarczej (Ustawa Wilczka (Dz.U. z 1988 r. nr 41, poz. 324)).